# 菅沼貞三
菅沼 貞三（すがぬま ていぞう、1900年12月11日 - 1993年2月20日）は、日本美術史学者。
静岡県小笠郡菊川町（現・菊川市）生まれ。慶應義塾大学卒。1946年慶大助教授、1960年「渡辺崋山 近世日本画家の研究」で慶大文学博士。1962年教授。崋山、池大雅など、近世文人画を研究。1966年定年退任。常葉美術館館長、のち名誉館長。

## 著書
- 崋山の研究 座右宝刊行会 1947
- 概説日本美術史 慶応通信 1956
- 美術の古都 杏文社 1974
- 池大雅 人と芸術 二玄社 1977.6
- 渡辺崋山 人と芸術 二玄社 1982.10

## 編纂
- 久子句集 菅沼久子 私家版 1940
- 崋山 東京中日新聞出版局 1962

## 参考
- 日本人名大事典